# Mulbagal
Mulbagal là một thị xã của quận Kolar thuộc bang Karnataka, Ấn Độ.

## Địa lý
Mulbagal có vị trí 13°10′B 78°24′Đ / 13,17°B 78,4°Đ Nó có độ cao trung bình là 827 mét (2713 feet).

## Nhân khẩu
Theo điều tra dân số năm 2001 của Ấn Độ, Mulbagal có dân số 44.031 người. Phái nam chiếm 51% tổng số dân và phái nữ chiếm 49%. Mulbagal có tỷ lệ 61% biết đọc biết viết, cao hơn tỷ lệ trung bình toàn quốc là 59,5%: tỷ lệ cho phái nam là 67%, và tỷ lệ cho phái nữ là 54%. Tại Mulbagal, 14% dân số nhỏ hơn 6 tuổi.